# Gustavo Varela
Gustavo Antonio Varela Rodríguez (Montevidéu, 14 de maio de 1978) é um ex-futebolista uruguaio que atuava como meio-campista.

## Carreira
Gustavo Varela foi revelado no Nacional de Montevidéu em 1998, permanecendo no clube uruguaio até 2002, ano em que foi contratado pelo Schalke 04 da Alemanha. Em 2009 retornou ao Nacional após o término de seu contrato com o clube alemão. Em 2010 assinou com o Quilmes Atlético Club.
Pela Seleção Uruguaia, Varela disputou a Copa do Mundo de 2002 e a Copa América de 2004.